# Hermann Dietrich Meibom
Hermann Dietrich Meibom (auch Maibaum oder Meibaum; latinisiert: Hermannus Dietericus Meibomius; * 9. November 1671 in Helmstedt; † 28. Juli 1745) war ein deutscher Jurist, Historiker und Hochschullehrer.

## Leben
Meibom war Sohn des Mediziners und Historikers Heinrich Meibom, Enkel des Mediziners Johann Heinrich Meibom und Urenkel des Dichters Heinrich Meibom. Seine frühe Ausbildung ist nicht überliefert. Ab 1688 studierte er an den Universitäten von Helmstedt und Altdorf insbesondere die Rechtswissenschaft. 1695 ging er mit seinen Brüdern auf eine längere Reise, unter anderem in die Niederlande, nach Frankreich und England. Nach ihrer Rückkehr ging er nach Wetzlar, wo er im Umfeld des Reichskammergerichts sein Studium fortsetzte. 1697 wohnte er dem Friedenskongress zu Ryswick bei, bevor er im April 1701 als Nachfolger seines Vaters die Stelle als Professor für Geschichte und Poesie an der Helmstedter Hochschule antrat. 1702 gab er die Professur für Poesie auf.
Meibom legte 1705 das Lehramt vollständig nieder und folgte einem Ruf des Herzogs Anton Ulrich von Braunschweig-Wolfenbüttel als Konsistorialrat nach Wolfenbüttel. Dort wurde er zugleich Kabinettsrat des Erbprinzen August Wilhelm von Braunschweig-Wolfenbüttel. Später wurde er dort Wirklicher Hofrat. Nachdem er 1731 erblindet war, wirkte er als Erster Regierungsrat in Blankenburg.
Der Botaniker Brandan Meibom war sein Bruder.

## Werke (Auswahl)
- Oratio De Gloriosa Heroum In Turcico Bello Pereuntium Morte, Meyer, Altdorf 1791.
- Oratio de genuinis historiae Germanicae fontibus, Hamm, Helmstedt 1701.
- Programma publicis In notitiam Regni Gallici praelectionibus praemissum in qua simul De Gallicae Historiae periodis & praecipuis Scriptoribus disseritur, Hamm, Helmstedt 1703.